# Roswitha Müllerwiebus
Roswitha Müllerwiebus (* 23. Januar 1946 in Düsseldorf) ist eine deutsche Politikerin (SPD).

## Leben
Roswitha Müllerwiebus legte ihr Abitur 1965 ab und studierte Physik an der Westfälischen Wilhelms-Universität in Münster. Ihr Studium schloss sie 1971 mit dem Diplom ab. Sie war als Wissenschaftliche Mitarbeiterin im Philips-Forschungslabor in Aachen tätig, außerdem in weiteren Unternehmen. 1989 schloss sie sich der SPD an und übernahm Funktionen im Kreisvorstand der SPD im Kreis Pinneberg und als SPD-Ortsvereinsvorsitzende von Hasloh. 1990 wurde sie in den Gemeinderat von Hasloh gewählt. Sie gehörte verschiedenen Ausschüssen an und war stellvertretende Vorsitzende der SPD-Fraktion.
Bei der Wahl zum Landtag Schleswig-Holsteins am 24. März 1996 kandidierte sie auf der SPD-Landesliste, erhielt zunächst jedoch kein Mandat. Am 7. Oktober 1998 rückte sie für Ernst Dieter Rossmann nach, der in den Deutschen Bundestag gewählt worden war. Sie war Abgeordnete bis Ablauf der Wahlperiode im März 2000. Bei der folgenden Landtagswahl 2000 kandidierte sie erneut, rückte jedoch erst im Mai 2004 bis 17. März 2005 für Heide Moser nach. 2005 kam sie auf einen aussichtslosen Listenplatz.
Sie ist Mitglied der IG Metall und des SPD-Parteirats.
Roswitha Müllerwiebus hat drei Kinder.